# Crinopterigíneos
Crinopterigíneos (Crinopteryginae) é uma subfamília da família dos incurvariídeos, de insectos da ordem Lepidoptera.